# Зимин, Борис Дмитриевич
Бори́с Дми́триевич Зими́н (род. 24 ноября 1968 или 25 ноября 1968, Москва) — российский предприниматель и общественный деятель, меценат, автоспортсмен.
Участвует в работе структур Zimin Foundation, направленных на финансирование и поддержку некоммерческих просветительских проектов в сфере образования, защиты прав человека и свободы слова, а также исследований в области естественных наук (математики, биологии, медицины).
Сын основателя компании «Вымпел-Коммуникации» (торговая марка — «Билайн») Дмитрия Зимина (1933—2021).

## Биография
Родился 24 ноября 1968 года в Москве в семье Дмитрия Борисовича Зимина (1933—2021), начальника лаборатории в Радиотехническом институте Академии наук СССР, и Майи Павловны Зиминой (урождённая Шахматова, род. 1936), учёного-археолога.
В 1986 году поступил в Московский авиационный институт имени С.Орджоникидзе. Не закончив учёбу, в 1987—1989 годах проходил службу в Вооружённых силах СССР, основную часть которой провел в Казахстане. После возвращения из армии в течение полутора лет совмещал работу водителем и учёбу в МАИ, которую в итоге прекратил, так и не получив диплом.
Окончил Высшую школу экономики.
В 1991 году Дмитрий Зимин с группой специалистов РТИ создал предприятие «КБ Импульс», занимавшееся разработкой и выпуском систем спутникового и кабельного телевидения. В 1992 году основал и возглавил акционерное общество «Вымпел-Коммуникации», предоставляющее услуги сотовой связи (сеть «Билайн»). В 2001 году Дмитрий Зимин продал свой пакет акций холдингу «Альфа-Групп», благодаря чему стал мультимиллионером. Однако он обещал оставить наследникам лишь малую часть состояния и 90 % вырученных средств направил в контролируемый семьей эндаумент, доходы от которого предназначались для благотворительных целей. В 2002 году Борис Зимин стал президентом инвестиционной компании BMT Management, управляющей средствами отца.
С 2004 года Борис Зимин жил в Лондоне, в дальнейшем переехал в США; с 2020 года живёт в Израиле.

### Автоспорт
В детстве мечтал стать конструктором автобусов, потом увлёкся мотоциклами и автомобилями. Первым серьёзным соревнованием стало выступление в гонках «Формула Восток» в эстонском городе Пярну в 1990 году в составе команды 1-го Автокомбината Мосавтолегтранса. Затем последовала пауза почти в 15 лет. В 2004 году Зимин стал вторым на этапах Кубка России по ралли в Туапсе и Кубани, четвёртым в абсолютном зачете Кубка 2004. В 2005 году присоединился к раллийной команде RPM (Russian Performance Motorsport), созданной в 2002 году, и стал её совладельцем. В 2006 году занял третье место в общем зачёте Кубка России по ралли за рулём Mitsubishi Lancer Evo VIII. В 2007 году за рулём Mitsubishi Lancer EVO IX принял участие в чемпионате России по ралли и тренировочно — в Кубке России. После выигрыша пары зимних этапов он стал лидером, но затем из-за травмы ноги пропустил несколько летних этапов и в итоговом зачёте занял 6-е место. Одновременно в Кубке поднялся до 4-го места. В Открытом чемпионате России 2008 года экипаж Борис Зимин / Евгений Живоглазов занял 4-е место. После победы в Кубке страны 2009 года Зимин прекратил участвовать в российских гонках: «Кроме всего прочего, очень раздражает российская действительность — организация, атмосфера гонок, менты, гостиницы, неоправданно высокие цены». В последующие годы участвовал в отдельных российских и зарубежных этапах.

### Общественная деятельность
В 2001 году Дмитрий Зимин основал фонд «Династия», направленный на поддержку и развитие российского образования, фундаментальной науки и её популяризации. Ежегодный объём фонда был определён в размере 10 млн долларов. На протяжении всех лет работы «Династии» Борис Зимин входил в совет фонда, а с 2004 года был председателем попечительского совета фонда. 25 мая 2015 года Министерством юстиции фонд был объявлен «иностранным агентом». В июне Тверской суд Москвы оштрафовал «Династию» на 300 000 руб. за отказ от самостоятельной регистрации в качестве иностранного агента. Дмитрий Зимин, по словам члена совета фонда Евгения Ясина, был оскорблён такими действиями. 5 июля Зимин-старший принял решение о ликвидации «Династии» и закрытии программ до конца 2015 года. Закрытие фонда он прокомментировал так: «Тратить свои личные деньги под маркой неведомого мне иностранного государства я, конечно, не буду. Я прекращаю финансирование „Династии“».
В 2014 году, благодаря жалобе Бориса Зимина, которому из-за ограничения, наложенного судебными приставами, пришлось переносить деловую поездку за рубеж, Конституционный суд РФ признал незаконным задержание должников на границе РФ, которые не были должным порядком осведомлены о наличии у них непогашенных долгов и возбуждённом в отношении них исполнительного производства о временном ограничении на выезд должника из РФ
.

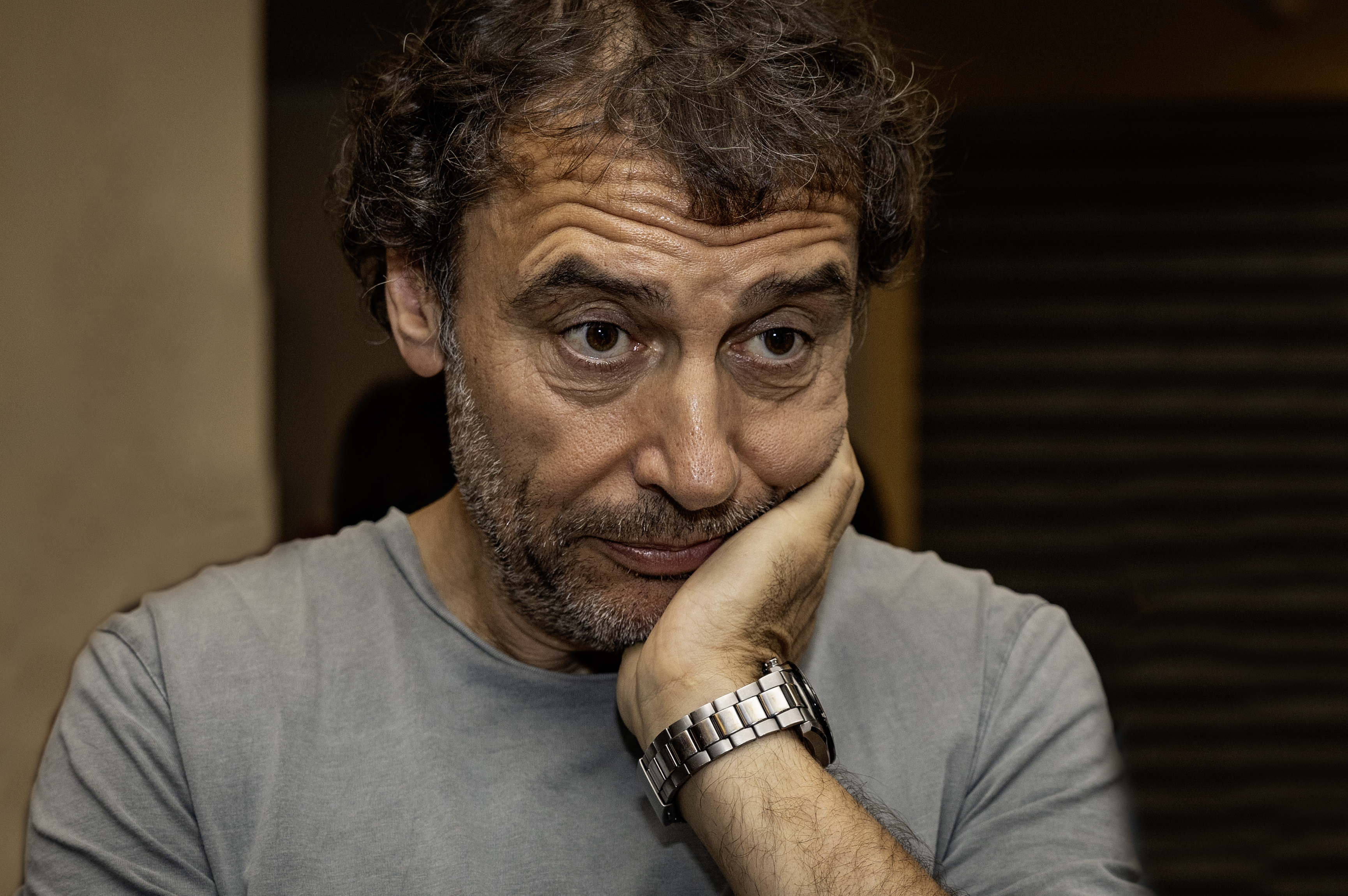
Борис Зимин на презентации фильма Веры Кричевской "Близкие". Израиль. 2025

Борис Зимин в начале 2014 году стал учредителем фонда «Среда». Новый фонд, по замыслу Зимина-младшего, должен был «поддержать редакции, конкретные коллективы, которые в трудное время кризиса, изменения технологических и рекламных моделей, давления собственников, чиновников и так далее продолжают делать свою работу честно и хорошо, ставя своей целью информирование общества». Источником финансирования назывался капитал Дмитрия Зимина. В первый год фонд выделил многомиллионное финансирование независимым СМИ либеральной направленности: телеканалами «Дождь» и «ТВ2», интернет-СМИ Colta.ru и «Медиазона», газетам «Псковская губерния» и «Свободный курс» и др. Предполагалось, что эти СМИ получат поддержку в том же объёме в 2015 и 2016 году. Однако 28 июля 2015 года по решению Министерства юстиции фонд был объявлен «иностранным агентом». 30 июля Борис Зимин объявил, что фонд «Среда» закрыт.
В конце 2015 года Зимины объявили, что продолжат свою деятельность в России, а также распространят её и на Великобританию через Zimin foundation и Sreda Foundation. Международный некоммерческий фонд Zimin Foundation был создан семьей Зиминых в 2016-м году и финансировался трастом Zimin Trust. Среди проектов, которые поддерживал Zimin Foundation, — премия «Просветитель», фонд развития культуры и образования «Московское время», бизнес-школа «Сколково», сайт «Элементы большой науки» и т. д.
В 2016 году была учреждена независимая премия «Редколлегия» для поддержки «независимых журналистов в России». В интервью журналу Forbes Борис Зимин так объяснил причины своего участия в проекте: «Я не медиаменеджер. Мне кажется, я нашел некоторую нишу. Есть такой проект „Редколлегия“.  Это абсолютно самостоятельная история. Решения принимаются людьми уважаемыми, и смысл в том, чтобы поддержать именно журналистов. Эта идея родилась после неудачи с фондом „Среда“. Даже так скажу — с неудачей поддержки именно редакций, СМИ. Потому что иностранные агентства там, ещё какие-то истории — в общем, очень сложно. Не то чтобы не надо поддерживать СМИ как организации, но у меня получилось отыскать вот такую нишу. И я хочу там остаться, сосредоточиться, и все равно денег-то не так много». В интервью 2018 года Борис Зимин сообщал, что в 2015 году были ликвидированы только российские юридические лица, но работа продолжилась.
В 2016 году стало известно, что Борис Зимин и Михаил Ходорковский в 2014 году вели переговоры с Галиной Тимченко об инвестировании в новое издание Meduza. Не сумев достичь соглашения, Ходорковский и Зимин заплатили по 250 тысяч долларов как «компенсацию», которая пошла на возмещение долгов по запуску издания. В 2018 году «Коммерсантъ» писал, что в 2017 году Борис Зимин безвозмездно дал 100 тысяч долларов новому изданию The Bell Елизаветы Осетинской.
В июне 2022 года израильский технологический институт Технион и Zimin Foundation подписали соглашение об открытии Zimin Institute в Технионе (Хайфа). Этот научный центр будет заниматься искусственным интеллектом в медицине и здравоохранении. В день подписания Борис Зимин был удостоен звания Хранитель Техниона (Technion Guardian), которое присуждается тем, кто оказал наибольшую поддержку университету.

### Политическая деятельность
С 2011 года Борис Зимин является основным публичным спонсором политика Алексея Навального и Фонда борьбы с коррупцией. Он был в числе первых 16 спонсоров-учредителей, собравших 4,4 млн рублей для создания ФБК в 2011 году, и первым, наряду с Владимиром Ашурковым, кто публично объявил о поддержке фонда В 2012 году Зимин сообщал, что направляет по 300 тысяч рублей ежемесячно на поддержку ФБК. В 2020 году он подтвердил, что продолжает ежемесячное финансирование фонда. Кроме того, Борис Зимин поддерживает политика Илью Яшина, а также оказывает поддержку политическим заключенным — и морально, и материально.
В конце июля 2020 года Алексей Навальный опубликовал свою налоговую декларацию, согласно которой в 2019 году его доход составил 5,4 млн рублей. Главным источником дохода своего ИП он назвал предпринимателя Бориса Зимина:
Зимин очень хорошо понимает, что мне нужно на что-то жить, понимает, что политика — это основное моё место работы, приложения усилий...Он заключает со мной юридический контракт, я делаю действительно какую-то работу. Но это не то чтобы прямо полноценные отношения «клиент и заказчик»... Ему не настолько нужны эти услуги... В первую очередь он просто хочет нас поддержатьАлексей Навальный
В августе 2020 года Борис Зимин оплатил экстренную эвакуацию из Омска в Берлин впавшего в кому Алексея Навального. Частный самолёт и услуги немецких медиков стоили 79 тысяч евро.
В августе 2020 года, во время протестов в Белоруссии Борис Зимин направил средства в фонд солидарности Belarus Solidarity Foundation.
После 24 февраля 2022 года Zimin Foundation запустил несколько программ помощи беженцам из Украины и России, они предназначены для учёных, студентов и журналистов. Борис Зимин входит в Антивоенный комитет России и в Российский комитет действия. Обе организации выступают против вторжения России на Украину, против созданной в России диктатуры и за объединение всех антивоенных и антидиктаторских сил. В ноябре 2022 года Борис Зимин назначен членом Совета Директоров фонда Бориса Немцова.
2 сентября 2022 года Министерством юстиции России внесён в список физических лиц — «иностранных агентов».

## Семья
У Бориса Зимина семеро детей, известны имена шестерых: Леонид (1992), Маргарита (1997), Дина (1998), Дмитрий (2000), Мирослава (2007), Берта (2014). Первая жена — Людмила Захарова (1992—1997), вторая — Элла Зимина (1997—2009), в этом браке родилось 3 детей. Третья жена — Юлия Прохорова.
Британские СМИ на протяжении нескольких лет освещали бракоразводный процесс между Борисом и Эллой Зимиными. Супруги развелись в 2009 году, но соглашение о разделе имущества было подписано в Москве только в 2014 году. По нему Элла Зимина получила 6 млн фунтов стерлингов (половину — в виде квартиры в Москве) и право жить с тремя детьми-подростками в принадлежащем Борису Зимину пятиэтажном доме в лондонском Кенсингтоне стоимостью 5 миллионов фунтов стерлингов. Однако изначально, по данными российского «Форбса», супруга претендовала на 182 миллиона долларов из семейного траста. В дальнейшем в Высоком суде Лондона она добилась дополнительной выплаты в 1,15 млн фунтов на её «разумные траты». Суд в своём решении учёл аргументы Эллы Зиминой, что бывший супруг продолжает роскошно жить, в частности пользуется семейной яхтой стоимостью 3,5 млн фунтов и сразу после развода купил себе вертолёт за 850 тысяч фунтов. Борис Зимин пытался оспорить дополнительную выплату. Всего бывшие супруги потратили на бракоразводный процесс 2,3 млн фунтов стерлингов.

## Уголовное преследование
В начале 2023 года МВД России объявило Бориса Зимина в федеральный розыск. Согласно данным РБК, уголовное дело против Бориса Зимина связано с отчуждением простых акций головной компании сервиса каршеринга BelkaCar. Ущерб оценивают в 47 млн евро.
11 января 2023 года Тверской суд постановил арестовать заочно Бориса Зимина. Сам Зимин считает, что дело заведено по политическим мотивам.
22 апреля 2025 года Преображенский районный суд Москвы заочно приговорил Бориса Зимина к девяти годам лишения свободы по статье мошенничество.